# Leopold Frommer
Leopold Frommer (* 15. Januar 1894 in Leipzig; † 27. Januar 1943 in Slough, Berkshire) war ein deutscher Ingenieurwissenschaftler.

## Leben und Tätigkeit
Leopold Frommer entstammte einem polnisch-jüdischen Elternhaus. Er wuchs in Deutschland auf und studierte nach dem Schulbesuch ab 1913 Physik und Maschinenbau an der Universität Jena und an der Technischen Hochschule Berlin. Er schloss sein Studium Anfang 1922 als Diplomingenieur ab.
Von 1922 bis 1925 war Frommer im Berliner Industrieunternehmen Ludwig Loewe & Co. beschäftigt, wo er sich mit Wegen zur Etablierung des Aluminiumspritzgussverfahrens befasste. 1926 promovierte er an der TH Berlin mit einer von Georg Schlesinger und Hermann Föttinger betreuten Arbeit zum Dr. Ing.
Von 1926 bis 1933 war Frommer beim Kaiser-Wilhelm-Institut für physikalische Chemie und Elektrochemie beschäftigt, wobei er Michael Polanyi zur Seite gestellt war. 
Kurz nach der Machtergreifung der Nationalsozialisten wurde ihm im April 1933 aufgrund seiner jüdischen Abstammung durch die Leitung des Instituts mit Wirkung zum Juli desselben Jahres gekündigt. Hierauf emigrierte er nach Großbritannien und arbeitete als Forscher in den Forschungslaboratorien der High Duty Alloys, Ltd. in Slough.
Von den nationalsozialistischen Polizeiorganen wurde Frommer nach seiner Emigration als Staatsfeind eingestuft: Im Frühjahr 1940 setzte das Reichssicherheitshauptamt in Berlin ihn auf die Sonderfahndungsliste G.B., ein Verzeichnis von Personen, die im Falle einer erfolgreichen deutschen Invasion Großbritanniens durch die Sonderkommandos der SS-Einsatzgruppen mit besonderer Priorität ausfindig gemacht und verhaftet werden sollten.
Er starb 1943 an den Folgen einer Operation.

## Schriften
- Die Untersuchung des Einströmungsvorgangs beim Spritzguß und die sich hieraus ergebenden Richtlinien für die Strahlführung in der Gießform und die Gestaltung des Druckverlaufes in der Gießmaschine, 1926.
- Lowe Spritzguss, 1930.
- Handbuch der Spritzgusstechnik der Metallegierungen einschließlich des Wampressgussverfahrens, 1933.